# Liste der denkmalgeschützten Objekte in Trutnov
Grundlage dieser Liste der denkmalgeschützten Objekte in Trutnov ist die ÚSKP-Liste (Ústřední seznam kulturních památek České republiky, deutsch Zentrale Liste der Kulturdenkmäler der Tschechischen Republik), die von der tschechischen Denkmalschutzbehörde NPÚ (Národní památkový ústav, deutsch Nationale Denkmalbehörde) seit 1987 geführt wird und an die seit dem Jahr 1850 geschaffenen Listen anschließt.
Die Liste umfasst die Kulturdenkmale in der Stadt Trutnov (Trautenau) und ihren Ortsteilen.

## Vnitřní Město (Innenstadt)
| Lage                                                                                     | Objekt                             | Beschreibung                                                       | ÚSKP-Nr.                  | Bild                              |
| ---------------------------------------------------------------------------------------- | ---------------------------------- | ------------------------------------------------------------------ | ------------------------- | --------------------------------- |
| Vnitřní Město, Na Struze, Na Vrchu, hinter der Stadtverwaltung und dem Museum (Standort) | Stadtbefestigung                   | Stadtbefestigung                                                   | 14561/6-3402 Info Katalog | weitere Bilder                    |
| Vnitřní Město, Krakonošovo náměstí (Standort)                                            | Säule mit Dreifaltigkeits-Skulptur | Säule mit Dreifaltigkeits-Skulptur                                 | 31803/6-3406 Info Katalog | weitere Bilder                    |
| Vnitřní Město, Krakonošovo náměstí (Standort)                                            | Rübezahlbrunnen                    | Rübezahlbrunnen (Kašna Krakonošova)                                | 33809/6-5247 Info Katalog | weitere Bilder                    |
| Vnitřní Město, Krakonošovo náměstí 19 (Standort)                                         | Hotel Warschau                     | Hotel Warschau (Hotel Varšava)                                     | 29460/6-4611 Info Katalog | Hotel Warschau                    |
| Vnitřní Město, Krakonošovo náměstí 72/1 (Standort)                                       | Altes Rathaus                      | Altes Rathaus                                                      | 36604/6-3393 Info Katalog | weitere Bilder                    |
| Vnitřní Město, Krakonošovo náměstí 15 (Standort)                                         | Krakonošovo náměstí čp. 15         | Bürgerhaus                                                         | 36079/6-4609 Info Katalog | Krakonošovo náměstí čp. 15        |
| Vnitřní Město, Krakonošovo náměstí 16/19 (Standort)                                      | Krakonošovo náměstí čp. 16         | Bürgerhaus                                                         | 33589/6-5241 Info Katalog | Krakonošovo náměstí čp. 16        |
| Vnitřní Město, Krakonošovo náměstí 17, Na Struze (Standort)                              | Krakonošovo náměstí čp. 17         | Bürgerhaus                                                         | 34404/6-4610 Info Katalog | Krakonošovo náměstí čp. 17        |
| Vnitřní Město, Krakonošovo náměstí 20 (Standort)                                         | Sparkasse                          | Sparkasse                                                          | 33394/6-4612 Info Katalog | Sparkasse                         |
| Vnitřní Město, Krakonošovo náměstí 21 (Standort)                                         | Krakonošovo náměstí čp. 21         | Bürgerhaus                                                         | 15153/6-5242 Info Katalog | Krakonošovo náměstí čp. 21        |
| Vnitřní Město, Krakonošovo náměstí 22 (Standort)                                         | Krakonošovo náměstí čp. 22         | Bürgerhaus                                                         | 35439/6-4613 Info Katalog | Krakonošovo náměstí čp. 22        |
| Vnitřní Město, Krakonošovo náměstí 23 (Standort)                                         | Krakonošovo náměstí čp. 23         | Bürgerhaus                                                         | 22436/6-4614 Info Katalog | Krakonošovo náměstí čp. 23        |
| Vnitřní Město, Krakonošovo náměstí 67 (Standort)                                         | Krakonošovo náměstí čp. 67         | Bürgerhaus                                                         | 37594/6-4620 Info Katalog | Krakonošovo náměstí čp. 67        |
| Vnitřní Město, Krakonošovo náměstí 68 (Standort)                                         | Krakonošovo náměstí čp. 68         | Bürgerhaus                                                         | 29176/6-4621 Info Katalog | Krakonošovo náměstí čp. 68        |
| Vnitřní Město, Krakonošovo náměstí 69 (Standort)                                         | Krakonošovo náměstí čp. 69         | Bürgerhaus                                                         | 20617/6-3394 Info Katalog | Krakonošovo náměstí čp. 69        |
| Vnitřní Město, Krakonošovo náměstí 70 (Standort)                                         | Krakonošovo náměstí čp. 70         | Bürgerhaus                                                         | 25499/6-4622 Info Katalog | Krakonošovo náměstí čp. 70        |
| Vnitřní Město, Krakonošovo náměstí 71 (Standort)                                         | Krakonošovo náměstí čp. 71         | Bürgerhaus                                                         | 28659/6-4623 Info Katalog | Krakonošovo náměstí čp. 71        |
| Vnitřní Město, Krakonošovo náměstí 73 (Standort)                                         | Haase-Palais                       | Haase-Palais (Haasův palác), nach einem Entwurf von K. Kuhn (1885) | 22675/6-4603 Info Katalog | weitere Bilder                    |
| Vnitřní Město, Krakonošovo náměstí 74 (Standort)                                         | Krakonošovo náměstí čp. 74         | Bürgerhaus                                                         | 46932/6-4604 Info Katalog | Krakonošovo náměstí čp. 74        |
| Vnitřní Město, Krakonošovo náměstí, Palackého 75/29 (Standort)                           | Palackého čp. 75                   | Bürgerhaus                                                         | 22234/6-5243 Info Katalog | Palackého čp. 75                  |
| Vnitřní Město, Krakonošovo náměstí 121 (Standort)                                        | Krakonošovo náměstí čp. 121        | Bürgerhaus                                                         | 37882/6-4607 Info Katalog | Krakonošovo náměstí čp. 121       |
| Vnitřní Město, Krakonošovo náměstí 122 (Standort)                                        | Krakonošovo náměstí čp. 122        | Bürgerhaus                                                         | 23693/6-4606 Info Katalog | Krakonošovo náměstí čp. 122       |
| Vnitřní Město, Krakonošovo náměstí 124 (Standort)                                        | Krakonošovo náměstí čp. 124        | Bürgerhaus                                                         | 32587/6-4605 Info Katalog | Krakonošovo náměstí čp. 124       |
| Vnitřní Město, Krakonošovo náměstí 125/26 (Standort)                                     | Krakonošovo náměstí čp. 125        | Bürgerhaus                                                         | 32973/6-5244 Info Katalog | Krakonošovo náměstí čp. 125       |
| Vnitřní Město, Krakonošovo náměstí 126 (Standort)                                        | Krakonošovo náměstí čp. 126        | Bürgerhaus                                                         | 23804/6-5245 Info Katalog | Krakonošovo náměstí čp. 126       |
| Vnitřní Město, Krakonošovo náměstí 127 (Standort)                                        | Krakonošovo náměstí čp. 127        | Bürgerhaus                                                         | 27420/6-3395 Info Katalog | Krakonošovo náměstí čp. 127       |
| Vnitřní Město, Krakonošovo náměstí 128 (Standort)                                        | Krakonošovo náměstí čp. 128        | Bürgerhaus                                                         | 18812/6-4615 Info Katalog | Krakonošovo náměstí čp. 128       |
| Vnitřní Město, Krakonošovo náměstí 129 (Standort)                                        | Krakonošovo náměstí čp. 129        | Bürgerhaus                                                         | 22572/6-4616 Info Katalog | Krakonošovo náměstí čp. 129       |
| Vnitřní Město, Krakonošovo náměstí 130 (Standort)                                        | Krakonošovo náměstí čp. 130        | Bürgerhaus                                                         | 30000/6-4617 Info Katalog | Krakonošovo náměstí čp. 130       |
| Vnitřní Město, Krakonošovo náměstí 131 (Standort)                                        | Krakonošovo náměstí čp. 131        | Bürgerhaus                                                         | 24446/6-5246 Info Katalog | Krakonošovo náměstí čp. 131       |
| Vnitřní Město, Krakonošovo náměstí 132 (Standort)                                        | Krakonošovo náměstí čp. 132        | Bürgerhaus                                                         | 46866/6-4618 Info Katalog | Krakonošovo náměstí čp. 132       |
| Vnitřní Město, Krakonošovo náměstí 133 (Standort)                                        | Hotel Krakonošovo náměstí čp. 133  | Hotel                                                              | 31152/6-4619 Info Katalog | Hotel Krakonošovo náměstí čp. 133 |
| Vnitřní Město, Bulharská 52 (Standort)                                                   | Bulharská čp. 52                   | Bürgerhaus                                                         | 31315/6-5278 Info Katalog | Bulharská čp. 52                  |
| Vnitřní Město, Bulharská 53 (Standort)                                                   | Bulharská čp. 53                   | Bürgerhaus                                                         | 24040/6-5279 Info Katalog | Bulharská čp. 53                  |
| Vnitřní Město, Bulharská 55/23 (Standort)                                                | Bulharská čp. 55                   | Bürgerhaus                                                         | 20614/6-5280 Info Katalog | Bulharská čp. 55                  |
| Vnitřní Město, Bulharská 56/21 (Standort)                                                | Bulharská čp. 56                   | Bürgerhaus                                                         | 23821/6-5281 Info Katalog | Bulharská čp. 56                  |
| Vnitřní Město, Bulharská 57/19 (Standort)                                                | Bulharská čp. 57                   | Bürgerhaus                                                         | 28239/6-5282 Info Katalog | Bulharská čp. 57                  |
| Vnitřní Město, Bulharská 59, Farská (Standort)                                           | Bulharská čp. 59                   | Bürgerhaus                                                         | 24008/6-5283 Info Katalog | Bulharská čp. 59                  |
| Vnitřní Město, Bulharská 60/13 (Standort)                                                | Bulharská čp. 60                   | Bürgerhaus                                                         | 17530/6-5284 Info Katalog | Bulharská čp. 60                  |
| Vnitřní Město, Bulharská 61/11 (Standort)                                                | Bulharská čp. 61                   | Bürgerhaus                                                         | 28460/6-5285 Info Katalog | Bulharská čp. 61                  |
| Vnitřní Město, Bulharská 62/9 (Standort)                                                 | Bulharská čp. 62                   | Bürgerhaus                                                         | 40445/6-5286 Info Katalog | Bulharská čp. 62                  |
| Vnitřní Město, Bulharská 63/7 (Standort)                                                 | Bulharská čp. 63                   | Bürgerhaus                                                         | 14270/6-5287 Info Katalog | Bulharská čp. 63                  |
| Vnitřní Město, Bulharská 64 (Standort)                                                   | Bulharská čp. 64                   | Bürgerhaus                                                         | 89398/6-5288 Info Katalog | Bulharská čp. 64                  |
| Vnitřní Město, Bulharská 65/3 (Standort)                                                 | Bulharská čp. 65                   | Bürgerhaus                                                         | 23578/6-5289 Info Katalog | Bulharská čp. 65                  |
| Vnitřní Město, Bulharská 66/1 (Standort)                                                 | Bulharská čp. 66                   | Bürgerhaus                                                         | 38000/6-3399 Info Katalog | Bulharská čp. 66                  |
| Vnitřní Město, Bulharská 134 (Standort)                                                  | Bulharská čp. 134                  | Bürgerhaus                                                         | 29068/6-5290 Info Katalog | Bulharská čp. 134                 |
| Vnitřní Město, Bulharská 135 (Standort)                                                  | Bulharská čp. 135                  | Bürgerhaus                                                         | 37503/6-5291 Info Katalog | Bulharská čp. 135                 |
| Vnitřní Město, Bulharská 136/8 (Standort)                                                | Bulharská čp. 136                  | Mietshaus                                                          | 14845/6-5292 Info Katalog | Bulharská čp. 136                 |
| Vnitřní Město, Bulharská 137/10 (Standort)                                               | Bulharská čp. 137                  | Bürgerhaus                                                         | 18277/6-5293 Info Katalog | Bulharská čp. 137                 |
| Vnitřní Město, Bulharská 138/12 (Standort)                                               | Bulharská čp. 138                  | Bürgerhaus                                                         | 34090/6-5294 Info Katalog | Bulharská čp. 138                 |
| Vnitřní Město, Bulharská 139/14 (Standort)                                               | Bulharská čp. 139                  | Bürgerhaus                                                         | 29824/6-5295 Info Katalog | Bulharská čp. 139                 |
| Vnitřní Město, Bulharská 140/16 (Standort)                                               | Bulharská čp. 140                  | Bürgerhaus                                                         | 19170/6-5296 Info Katalog | Bulharská čp. 140                 |
| Vnitřní Město, Bulharská 141/18 (Standort)                                               | Bulharská čp. 141                  | Bürgerhaus                                                         | 17128/6-5297 Info Katalog | Bulharská čp. 141                 |
| Vnitřní Město, Bulharská 142, Jihoslovanská 142 (Standort)                               | Bulharská čp. 142                  | Bürgerhaus                                                         | 28227/6-5298 Info Katalog | Bulharská čp. 142                 |
| Vnitřní Město, Bulharská 143 (Standort)                                                  | Bulharská čp. 143                  | Bürgerhaus                                                         | 23750/6-5299 Info Katalog | Bulharská čp. 143                 |
| Vnitřní Město, Havlíčkova 3 (Standort)                                                   | Havlíčkova čp. 3                   | Bürgerhaus                                                         | 50925/6-6186 Info Katalog | Havlíčkova čp. 3                  |
| Vnitřní Město, Havlíčkova 5 (Standort)                                                   | Havlíčkova čp. 5                   | Bürgerhaus                                                         | 37436/6-5248 Info Katalog | Havlíčkova čp. 5                  |
| Vnitřní Město, Havlíčkova 6 (Standort)                                                   | Havlíčkova čp. 6                   | Bürgerhaus                                                         | 30330/6-5249 Info Katalog | Havlíčkova čp. 6                  |
| Vnitřní Město, Havlíčkova 7 (Standort)                                                   | Havlíčkova čp. 7                   | Bürgerhaus                                                         | 21937/6-5250 Info Katalog | Havlíčkova čp. 7                  |
| Vnitřní Město, Havlíčkova 8/13 (Standort)                                                | Havlíčkova čp. 8                   | Bürgerhaus                                                         | 38331/6-5251 Info Katalog | Havlíčkova čp. 8                  |
| Vnitřní Město, Havlíčkova 9 (Standort)                                                   | Havlíčkova čp. 9                   | Bürgerhaus                                                         | 29090/6-4559 Info Katalog | Havlíčkova čp. 9                  |
| Vnitřní Město, Havlíčkova 10/9 (Standort)                                                | Havlíčkova čp. 10                  | Bürgerhaus                                                         | 13844/6-3396 Info Katalog | Havlíčkova čp. 10                 |
| Vnitřní Město, Havlíčkova 11/7 (Standort)                                                | Havlíčkova čp. 11                  | Bürgerhaus                                                         | 20368/6-3397 Info Katalog | Havlíčkova čp. 11                 |
| Vnitřní Město, Havlíčkova 12 (Standort)                                                  | Havlíčkova čp. 12                  | Bürgerhaus                                                         | 19911/6-4560 Info Katalog | Havlíčkova čp. 12                 |
| Vnitřní Město, Havlíčkova 13/3 (Standort)                                                | Havlíčkova čp. 13                  | Bürgerhaus                                                         | 19639/6-5252 Info Katalog | Havlíčkova čp. 13                 |
| Vnitřní Město, Havlíčkova 14/1 (Standort)                                                | Havlíčkova čp. 14                  | Bürgerhaus                                                         | 17109/6-5253 Info Katalog | Havlíčkova čp. 14                 |
| Vnitřní Město, Havlíčkova 110/14 (Standort)                                              | Havlíčkova čp. 110                 | Bürgerhaus                                                         | 34033/6-5254 Info Katalog | Havlíčkova čp. 110                |
| Vnitřní Město, Havlíčkova 111 (Standort)                                                 | Havlíčkova čp. 111                 | Bürgerhaus                                                         | 24800/6-5255 Info Katalog | Havlíčkova čp. 111                |
| Vnitřní Město, Havlíčkova 112 (Standort)                                                 | Havlíčkova čp. 112                 | Bürgerhaus                                                         | 28619/6-5256 Info Katalog | Havlíčkova čp. 112                |
| Vnitřní Město, Havlíčkova 113 (Standort)                                                 | Havlíčkova čp. 113                 | Bürgerhaus                                                         | 38105/6-5257 Info Katalog | Havlíčkova čp. 113                |
| Vnitřní Město, Havlíčkova 116 (Standort)                                                 | Havlíčkova čp. 116                 | Bürgerhaus                                                         | 14710/6-5258 Info Katalog | Havlíčkova čp. 116                |
| Vnitřní Město, Havlíčkova 117 (Standort)                                                 | Havlíčkova čp. 117                 | Bürgerhaus                                                         | 41878/6-5259 Info Katalog | Havlíčkova čp. 117                |
| Vnitřní Město, Havlíčkova 118, Krakonošovo náměstí (Standort)                            | Ehem. Bezirkshauptmannschaft       | Ehem. Bezirkshauptmannschaft                                       | 35865/6-4608 Info Katalog | Ehem. Bezirkshauptmannschaft      |
| Vnitřní Město, Horská 97 (Standort)                                                      | Horská čp. 97                      | Bürgerhaus                                                         | 46545/6-5315 Info Katalog | Horská čp. 97                     |
| Vnitřní Město, Horská 99 (Standort)                                                      | Horská čp. 99                      | Bürgerhaus                                                         | 35757/6-5316 Info Katalog | Horská čp. 99                     |
| Vnitřní Město, Horská 100 (Standort)                                                     | Horská čp. 100                     | Bürgerhaus                                                         | 34020/6-5317 Info Katalog | Horská čp. 100                    |
| Vnitřní Město, Jihoslovanská 24/2 (Standort)                                             | Jihoslovanská čp. 24               | Bürgerhaus                                                         | 19993/6-5260 Info Katalog | Jihoslovanská čp. 24              |
| Vnitřní Město, Jihoslovanská 25 (Standort)                                               | Jihoslovanská čp. 25               | Bürgerhaus                                                         | 14428/6-5261 Info Katalog | Jihoslovanská čp. 25              |
| Vnitřní Město, Jihoslovanská 26/6 (Standort)                                             | Jihoslovanská čp. 26               | Bürgerhaus                                                         | 37897/6-5262 Info Katalog | Jihoslovanská čp. 26              |
| Vnitřní Město, Jihoslovanská 27/8 (Standort)                                             | Jihoslovanská čp. 27               | Bürgerhaus                                                         | 46926/6-5263 Info Katalog | Jihoslovanská čp. 27              |
| Vnitřní Město, Jihoslovanská 28/10 (Standort)                                            | Jihoslovanská čp. 28               | Bürgerhaus                                                         | 25994/6-5264 Info Katalog | Jihoslovanská čp. 28              |
| Vnitřní Město, Jihoslovanská 29 (Standort)                                               | Jihoslovanská čp. 29               | Bürgerhaus                                                         | 14736/6-5265 Info Katalog | Jihoslovanská čp. 29              |
| Vnitřní Město, Jihoslovanská 30 (Standort)                                               | Jihoslovanská čp. 30               | Bürgerhaus                                                         | 18808/6-5266 Info Katalog | Jihoslovanská čp. 30              |
| Vnitřní Město, Jihoslovanská 31 (Standort)                                               | Jihoslovanská čp. 31               | Bürgerhaus                                                         | 41908/6-5267 Info Katalog | Jihoslovanská čp. 31              |
| Vnitřní Město, Jihoslovanská 32/18 (Standort)                                            | Jihoslovanská čp. 32               | Bürgerhaus                                                         | 16030/6-5268 Info Katalog | Jihoslovanská čp. 32              |
| Vnitřní Město, Jihoslovanská 33 (Standort)                                               | Jihoslovanská čp. 33               | Bürgerhaus                                                         | 17730/6-5269 Info Katalog | Jihoslovanská čp. 33              |
| Vnitřní Město, Jihoslovanská 34 (Standort)                                               | Jihoslovanská čp. 34               | Bürgerhaus                                                         | 34374/6-5270 Info Katalog | Jihoslovanská čp. 34              |
| Vnitřní Město, Jihoslovanská 35 (Standort)                                               | Jihoslovanská čp. 35               | Bürgerhaus                                                         | 34077/6-5271 Info Katalog | Jihoslovanská čp. 35              |
| Vnitřní Město, Jihoslovanská 36 (Standort)                                               | Jihoslovanská čp. 36               | Bürgerhaus                                                         | 34874/6-5272 Info Katalog | Jihoslovanská čp. 36              |
| Vnitřní Město, Jihoslovanská 37 (Standort)                                               | Jihoslovanská čp. 37               | Bürgerhaus                                                         | 19295/6-4944 Info Katalog | Jihoslovanská čp. 37              |
| Vnitřní Město, Jihoslovanská 144 (Standort)                                              | Jihoslovanská čp. 144              | Bürgerhaus                                                         | 32242/6-5274 Info Katalog | Jihoslovanská čp. 144             |
| Vnitřní Město, Jihoslovanská 147 (Standort)                                              | Jihoslovanská čp. 147              | Bürgerhaus                                                         | 18558/6-5275 Info Katalog | Jihoslovanská čp. 147             |
| Vnitřní Město, Jihoslovanská 148 (Standort)                                              | Jihoslovanská čp. 148              | Bürgerhaus                                                         | 40047/6-5276 Info Katalog | Jihoslovanská čp. 148             |
| Vnitřní Město, Jihoslovanská 149/3 (Standort)                                            | Jihoslovanská čp. 149              | Bürgerhaus                                                         | 38667/6-5277 Info Katalog | Jihoslovanská čp. 149             |
| Vnitřní Město, Palackého 77 (Standort)                                                   | Palackého čp. 77                   | Bürgerhaus                                                         | 15619/6-3400 Info Katalog | Palackého čp. 77                  |
| Vnitřní Město, Palackého 78/6 (Standort)                                                 | Palackého čp. 78                   | Bürgerhaus                                                         | 31469/6-5301 Info Katalog | Palackého čp. 78                  |
| Vnitřní Město, Palackého 79/8 (Standort)                                                 | Palackého čp. 79                   | Bürgerhaus                                                         | 31410/6-5302 Info Katalog | Palackého čp. 79                  |
| Vnitřní Město, Palackého 80 (Standort)                                                   | Palackého čp. 80                   | Bürgerhaus                                                         | 33189/6-5303 Info Katalog | Palackého čp. 80                  |
| Vnitřní Město, Palackého 81 (Standort)                                                   | Palackého čp. 81                   | Bürgerhaus                                                         | 15680/6-5304 Info Katalog | Palackého čp. 81                  |
| Vnitřní Město, Palackého 82 (Standort)                                                   | Palackého čp. 82                   | Bürgerhaus                                                         | 17267/6-5305 Info Katalog | Palackého čp. 82                  |
| Vnitřní Město, Palackého 83 (Standort)                                                   | Palackého čp. 83                   | Bürgerhaus                                                         | 30374/6-5306 Info Katalog | Palackého čp. 83                  |
| Vnitřní Město, Palackého 84 (Standort)                                                   | Palackého čp. 84                   | Bürgerhaus                                                         | 45673/6-5307 Info Katalog | Palackého čp. 84                  |
| Vnitřní Město, Palackého 85 (Standort)                                                   | Palackého čp. 85                   | Bürgerhaus                                                         | 46047/6-5308 Info Katalog | Palackého čp. 85                  |
| Vnitřní Město, Palackého 104/5 (Standort)                                                | Palackého čp. 104                  | Bürgerhaus                                                         | 14615/6-5309 Info Katalog | Palackého čp. 104                 |
| Vnitřní Město, Palackého 105 (Standort)                                                  | Palackého čp. 105                  | Bürgerhaus                                                         | 16459/6-5310 Info Katalog | Palackého čp. 105                 |
| Vnitřní Město, Palackého 106 (Standort)                                                  | Palackého čp. 106                  | Bürgerhaus                                                         | 40689/6-5311 Info Katalog | Palackého čp. 106                 |
| Vnitřní Město, Palackého 107 (Standort)                                                  | Palackého čp. 107                  | Bürgerhaus                                                         | 27539/6-5312 Info Katalog | Palackého čp. 107                 |
| Vnitřní Město, Palackého 108/13 (Standort)                                               | Palackého čp. 108                  | Bürgerhaus                                                         | 33246/6-5313 Info Katalog | Palackého čp. 108                 |
| Vnitřní Město, Pražská 109/1 (Standort)                                                  | Pražská čp. 109                    | Bürgerhaus                                                         | 36698/6-5314 Info Katalog | Pražská čp. 109                   |
| Vnitřní Město, Školní (Standort)                                                         | Kirche Mariä Geburt                | Kirche Mariä Geburt                                                | 14488/6-3403 Info Katalog | weitere Bilder                    |
| Vnitřní Město, Školní, za kostelem, pp. 2213/3 (Standort)                                | Skulpturengruppe der hl. Familie   | Skulpturengruppe der hl. Familie                                   | 30105/6-3420 Info Katalog | weitere Bilder                    |
| Vnitřní Město, Školní 101/5 (Standort)                                                   | Mittelschule                       | Mittelschule                                                       | 14289/6-5319 Info Katalog | weitere Bilder                    |
| Vnitřní Město, Školní 150 (Standort)                                                     | Riesengebirgs-Muzeum               | Riesengebirgs-Muzeum                                               | 22442/6-3401 Info Katalog | weitere Bilder                    |
| Vnitřní Město, Školní 151 (Standort)                                                     | Schule                             | Schule                                                             | 47814/6-5320 Info Katalog | weitere Bilder                    |
| Vnitřní Město, Školní 154 (Standort)                                                     | Haus Školní čp. 154                | Bürgerhaus                                                         | 20877/6-5321 Info Katalog | Haus Školní čp. 154               |
| Vnitřní Město, Školní 155 (Standort)                                                     | Haus Školní čp. 155                | Bürgerhaus                                                         | 16910/6-5322 Info Katalog | Haus Školní čp. 155               |
| Vnitřní Město, Školní 156 (Standort)                                                     | Haus Školní čp. 156                | Bürgerhaus                                                         | 36042/6-5323 Info Katalog | Haus Školní čp. 156               |
| Vnitřní Město, Školní 157 (Standort)                                                     | Haus Školní čp. 157                | Bürgerhaus                                                         | 36408/6-5324 Info Katalog | Haus Školní čp. 157               |
| Vnitřní Město, Školní 158 (Standort)                                                     | Haus Školní čp. 158                | Bürgerhaus                                                         | 30039/6-5325 Info Katalog | Haus Školní čp. 158               |
| Vnitřní Město, Slezská 38/2 (Standort)                                                   | Städtische Galerie                 | Bürgerhaus – Städtische Galerie                                    | 25197/6-3398 Info Katalog | weitere Bilder                    |
| Vnitřní Město, Slezská 41 (Standort)                                                     | Slezská čp. 41                     | Bürgerhaus                                                         | 38787/6-5333 Info Katalog | Slezská čp. 41                    |

## Horní Předměstí (Obere Vorstadt)
| Lage                                                                | Objekt                                                     | Beschreibung | ÚSKP-Nr.                  | Bild              |
| ------------------------------------------------------------------- | ---------------------------------------------------------- | --- | ------------------------- | ----------------- |
| Horní Předměstí, Horská, gegenüber von der Post (Standort)          | Statue des hl. Johannes von Nepomuk                        | Statue des hl. Johannes von Nepomuk | 30636/6-3418 Info Katalog | weitere Bilder    |
| Horní Předměstí, roh ulic Školní, Horská a Hradební 13/1 (Standort) | Schule                                                     | Schule | 18751/6-5318 Info Katalog | weitere Bilder    |
| Horní Předměstí, Lužická 10 (Standort)                              | Zollamt                                                    | Bürgerhaus – Zollamt | 27541/6-5336 Info Katalog | weitere Bilder    |
| Horní Předměstí, Lesnická, Jánský vrch, Lužická, Úpická (Standort)  | Stadtpark mit Denkmälern                                   | Stadtpark mit der Kapelle Johannes der Täufer mit Denkmälern, Drachenbrunnen und Denkmal des Dichters Uffo Daniel Horn (1817–1860) | 12604/6-5992 Info Katalog | weitere Bilder    |
| Horní Předměstí, Na Struze 124/29 (Standort)                        | Na Struze čp. 124                                          | Bürgerhaus | 38433/6-5332 Info Katalog | Na Struze čp. 124 |
| Horní Předměstí, Na Struze 8 (Standort)                             | Forstschule                                                | Villa – Forstschule | 21841/6-5331 Info Katalog | Forstschule       |
| Horní Předměstí, Lesnická 9/10 (Standort)                           | Forstschule                                                | Forstschule | 16273/6-5330 Info Katalog | Forstschule       |
| Horní Předměstí, městský hřbitov (Standort)                         | Friedhofskapelle Heilig-Kreuz                              | Friedhofskapelle Heilig-Kreuz | 12779/6-5640 Info Katalog | weitere Bilder    |
| Horní Předměstí, městský hřbitov (Standort)                         | Grabkapelle Johann Etrich                                  | Neobarocke Grabkapelle des Textilunternehmers Johann Etrich (1836–1912) | 47818/6-5679 Info Katalog | weitere Bilder    |
| Horní Předměstí, hřbitov (Standort)                                 | Grabsteine und ein Denkmal mit Gräbern der Nazdar-Kompanie | Friedhof – mehrere Grabsteine und ein Denkmal mit Gräbern von Mitgliedern der Nazdar-Kompanie: ohne das Denkmal der Roten Armee | 23197/6-3413 Info Katalog | weitere Bilder    |
| Horní Předměstí, Šibeniční vrch (Standort)                          | General-Gablenz-Obelisk                                    | General-Gablenz-Obelisk | 30831/6-3407 Info Katalog | weitere Bilder    |
| Horní Předměstí, Šibeniční vrch (Standort)                          | General-Gablenz-Denkmal                                    | Denkmal für den österreichischen General Ludwig von Gablenz (1814–1874), an der Straße südöstlich mit Blick auf den Gablenzer Obelisken. Sandsteinstele in Form eines umgestürzten, verwelkten, mit Efeu bewachsenen Baumstammes mit eingravierter Schrift auf einem umlaufenden Band: Ludwig / Freiherr von Gablenz / k. k. / Österreichischer Kavalleriegeneral / geb. 19.7.1814 / gest. 28.1.1874. | 40971/6-3408 Info Katalog | weitere Bilder    |
| Horní Předměstí, Pražská ()                                         | Wegweiser                                                  | Wegweiser | 52548/6-3414 Info Katalog |                   |

## Střední Předměstí (Mittlere Vorstadt)
| Lage                                                         | Objekt                                       | Beschreibung                                                      | ÚSKP-Nr.                  | Bild           |
| ------------------------------------------------------------ | -------------------------------------------- | ----------------------------------------------------------------- | ------------------------- | -------------- |
| Střední Předměstí, Jiráskovo náměstí (Standort)              | Denkmal für Alois Jirásek                    | Denkmal für Alois Jirásek (1851–1930)                             | 31834/6-3409 Info Katalog | weitere Bilder |
| Střední Předměstí, Jiráskovo náměstí 325 (Standort)          | Mittelschule                                 | Mittelschule                                                      | 14971/6-5328 Info Katalog | weitere Bilder |
| Střední Předměstí, Trutnov 56 (Standort)                     | Hauptbahnhof Trutnov                         | Hauptbahnhof Trutnov, davon nur: Empfangsgebäude                  | 12326/6-5592 Info Katalog | weitere Bilder |
| Střední Předměstí, Nádražní 106/5 (Standort)                 | Bezirksgericht                               | Bezirksgericht                                                    | 14386/6-5106 Info Katalog | weitere Bilder |
| Střední Předměstí, Nádražní, Brücke über die Aupa (Standort) | Bahnhofsbrücke                               | Bahnhofsbrücke – Steinerne dreibogige Straßenbrücke über die Aupa | 30414/6-5061 Info Katalog | weitere Bilder |
| Střední Předměstí, Národní 199 (Standort)                    | Volkshaus (Národní dům)                      | Vereinshaus – Volkshaus (Národní dům)                             | 14627/6-5334 Info Katalog | weitere Bilder |
| Střední Předměstí, Procházkova 303/3 (Standort)              | Mittelschule                                 | Mittelschule                                                      | 14257/6-5326 Info Katalog | weitere Bilder |
| Střední Předměstí, Procházkova 304/1 (Standort)              | Grundschule                                  | Grundschule                                                       | 20297/6-5327 Info Katalog | weitere Bilder |
| Střední Předměstí, Humlův kopec (Standort)                   | Denkmal für den Leibeigenenaufstand von 1775 | Denkmal für den Leibeigenenaufstand von 1775                      | 21013/6-4796 Info Katalog | weitere Bilder |

## Dolní Předměstí (Untere Vorstadt)
| Lage                                                                | Objekt                                | Beschreibung | ÚSKP-Nr.                  | Bild           |
| ------------------------------------------------------------------- | ------------------------------------- | --- | ------------------------- | -------------- |
| Dolní Předměstí, nábřeží Václava Havla 20, Vodní (Standort)         | Kino Vesmír                           | Kino Vesmír | 29362/6-5335 Info Katalog | weitere Bilder |
| Dolní Předměstí, Náchodská (Standort)                               | Soldatenfriedhof des Krieges von 1866 | Soldatenfriedhof des Krieges von 1866 | 34798/6-3421 Info Katalog | weitere Bilder |
| Dolní Předměstí, Maxima Gorkého 38, Kryblická, Na Struze (Standort) | Grundschule                           | Ehem. Deutsche Mädchenschule, jetzt Grundschule Kapitän Otakar Jaroš, erbaut 1927–1929, neoklassizistisches Gebäude, dreitraktiges, großflächiges Grundschulgebäude mit unregelmäßigem U-förmigem Grundriss. | 29511/6-5329 Info Katalog | Grundschule    |
| Kryblice (Krieblitz), Maxima Gorkého (Standort)                     | Kapelle des hl. Johannes von Nepomuk  | Kapelle des hl. Johannes von Nepomuk | 15693/6-3404 Info Katalog | weitere Bilder |

## Dolní Staré Město (Untere Altstadt)
| Lage                                        | Objekt                                    | Beschreibung                                     | ÚSKP-Nr.                  | Bild           |
| ------------------------------------------- | ----------------------------------------- | ------------------------------------------------ | ------------------------- | -------------- |
| Dolní Staré Město, Horská 59 (Standort)     | Mittelschule                              | Mittelschule                                     | 13884/6-5338 Info Katalog | weitere Bilder |
| Dolní Staré Město, Dolní Staré Město 130 () | Inschrift zur Roten Armee am Haus Nr. 130 | Bürgerhaus, davon nur: Inschrift zur Roten Armee | 53775/6-3417 Info Katalog |                |

## Horní Staré Město (Obere Altstadt)
| Lage                                                                         | Objekt                              | Beschreibung | ÚSKP-Nr.                  | Bild                                |
| ---------------------------------------------------------------------------- | ----------------------------------- | --- | ------------------------- | ----------------------------------- |
| Horní Staré Město, an der Straßenbrücke über die Aupa (Standort)             | Statue des hl. Johannes von Nepomuk | Statue des hl. Johannes von Nepomuk | 12778/6-5678 Info Katalog | Statue des hl. Johannes von Nepomuk |
| Horní Staré Město, Za Komínem, am linken Ufer der Aupa bei Nr. 10 (Standort) | Statue des hl. Johannes von Nepomuk | Statue des hl. Johannes von Nepomuk (ursprünglich an der Mauer der Etrich-Fabrik an der mittleren Brücke, nach 2000 an die untere Brücke versetzt). | 105140 Info Katalog       | weitere Bilder                      |
| Horní Staré Město (Standort)                                                 | Kruzifix                            | Kruzifix | 16183/6-3411 Info Katalog | Kruzifix                            |
| Horní Staré Město 64/5 (Standort)                                            | Pfarrhaus                           | Pfarrhaus | 11476/6-5963 Info Katalog | Pfarrhaus                           |
| Horní Staré Město, Horská (Standort)                                         | Wenzelskirche                       | Wenzelskirche | 22794/6-3410 Info Katalog | weitere Bilder                      |
| Horní Staré Město, Dlouhá 28 ()                                              | Dlouhá čp. 28                       | Bürgerhaus | 25042/6-3416 Info Katalog |                                     |
| Horní Staré Město, Rýchorská 94 (Standort)                                   | Rýchorská čp. 94                    | Bürgerhaus | 52731/6-3415 Info Katalog | BW                                  |

## Babí(Trautenbach)
| Lage                                                       | Objekt                                         | Beschreibung                              | ÚSKP-Nr.                  | Bild           |
| ---------------------------------------------------------- | ---------------------------------------------- | ----------------------------------------- | ------------------------- | -------------- |
| Babí, v lese (Standort)                                    | Befestigungsanlagen an der Festung Stachelberg | Befestigungsanlagen – Festung Stachelberg | 45847/6-3427 Info Katalog | weitere Bilder |
| Babí, an der Hauptstraße von Trutnovnach Žacléř (Standort) | Bildstocksäule                                 | Bildstocksäule aus Sandstein von 1670     | 30299/6-3425 Info Katalog | Bildstocksäule |
| Babí, an der Straße nach Schatzlar (Žacléř) (Standort)     | Kapelle der hl. Thekla                         | Kapelle der hl. Thekla                    | 14497/6-3424 Info Katalog | weitere Bilder |
| Babí, Babí 8 (Standort)                                    | Bauernhaus Nr. 8                               | Bauerngehöft                              | 16788/6-3426 Info Katalog | BW             |

## Bojiště(Hohenbruck)
| Lage                         | Objekt   | Beschreibung | ÚSKP-Nr.                  | Bild     |
| ---------------------------- | -------- | ------------ | ------------------------- | -------- |
| Bojiště (Trutnov) (Standort) | Kruzifix | Kruzifix     | 32902/6-3419 Info Katalog | Kruzifix |

## Nový Rokytník (Neurognitz)
| Lage                                                                      | Objekt                  | Beschreibung                                                                 | ÚSKP-Nr.                  | Bild |
| ------------------------------------------------------------------------- | ----------------------- | ---------------------------------------------------------------------------- | ------------------------- | ---- |
| Bojiště, links von der Straße nach Königgrätz (Hradec Králové) (Standort) | Kriegerdenkmal von 1866 | Kriegerdenkmal von 1866, Steinkreuz auf dem Grab des Oberleutnants Bassewitz | 36279/6-3676 Info Katalog | BW   |

## Bezděkov(Bösig)
| Lage                                   | Objekt      | Beschreibung | ÚSKP-Nr.            | Bild |
| -------------------------------------- | ----------- | ------------ | ------------------- | ---- |
| Bezděkov, bei der Feuerwehr (Standort) | Mariensäule | Mariensäule  | 101235 Info Katalog | BW   |

## Libeč(Gabersdorf)
| Lage             | Objekt                              | Beschreibung                        | ÚSKP-Nr.                  | Bild           |
| ---------------- | ----------------------------------- | ----------------------------------- | ------------------------- | -------------- |
| Libeč (Standort) | Eisenbahnbrücke                     | Eisenbahnbrücke                     | 15458/6-5062 Info Katalog | weitere Bilder |
| Libeč (Standort) | Kirche des hl. Johannes von Nepomuk | Kirche des hl. Johannes von Nepomuk | 101745 Info Katalog       | weitere Bilder |

## Poříčí (Parschnitz)
| Lage                                                                 | Objekt | Beschreibung | ÚSKP-Nr.                  | Bild           |
| -------------------------------------------------------------------- | --- | --- | ------------------------- | -------------- |
| Poříčí (Standort)                                                    | Peter-Paul-Kirche                                                                                               | St.-Peter-und-Paul-Kirche, erbaut 1897 bis 1903, errichtet vom Baumeister Vincenz Baier                         | 26291/6-4566 Info Katalog | weitere Bilder |
| Poříčí, am rechten Ufer der Aupa, gegenüber vom Kraftwerk (Standort) | Kapelle | Kapelle Maria Hilfe                                                                                             | 12530/6-5645 Info Katalog | weitere Bilder |
| Poříčí ()                                                            | Denkmal für das Treffen der tschechischen Vertreter aus Trutnov mit den Truppen der 21. Brigade der Roten Armee | Denkmal für das Treffen der tschechischen Vertreter aus Trutnov mit den Truppen der 21. Brigade der Roten Armee | 52856/6-5108 Info Katalog |                |

## Starý Rokytník(Altrognitz)
| Lage                                                                                          | Objekt | Beschreibung | ÚSKP-Nr.                  | Bild |
| --------------------------------------------------------------------------------------------- | --- | --- | ------------------------- | --- |
| Starý Rokytník, Airoldiho vrch, výšina (Standort)                                             | Denkmal aus dem Krieg von 1866 – Obelisk des 23. Infanterieregiments von Baron Airoldi                          | Denkmal aus dem Krieg von 1866 – Obelisk des 23. Infanterieregiments von Baron Airoldi                          | 14534/6-3677 Info Katalog | BW |
| Starý Rokytník (Standort)                                                                     | Kirche der hl. Simon und Judas                                                                                  | Kirche der hl. Simon und Judas                                                                                  | 15726/6-3671 Info Katalog | weitere Bilder                                                                                                  |
| Starý Rokytník, Na pískách (Standort)                                                         | Statue des hl. Josef                                                                                            | Statue des hl. Josef                                                                                            | 11892/6-5542 Info Katalog | BW |
| Starý Rokytník, gegenüber vom Haus Nr. 167 (Standort)                                         | Statue des hl. Johannes von Nepomuk                                                                             | Statue des hl. Johannes von Nepomuk                                                                             | 12013/6-5574 Info Katalog | Statue des hl. Johannes von Nepomuk                                                                             |
| Starý Rokytník (Standort)                                                                     | Skulpturengruppe der hl. Dreifaltigkeit und der Jungfrau Marie                                                  | Skulpturengruppe der hl. Dreifaltigkeit und der Jungfrau Marie                                                  | 12014/6-5575 Info Katalog | weitere Bilder                                                                                                  |
| Starý Rokytník, 30 m vom Grabhügel des Hauptmanns Kruchin entfernt (Standort)                 | Denkmal auf einem Grab aus dem Krieg von 1866, ein Obelisk auf einem Massengrab                                 | Denkmal auf einem Grab aus dem Krieg von 1866, ein Obelisk auf einem Massengrab                                 | 17195/6-3678 Info Katalog | Denkmal auf einem Grab aus dem Krieg von 1866, ein Obelisk auf einem Massengrab                                 |
| Starý Rokytník, links von der Straße nach Suchovršice (Standort)                              | Denkmal auf einem Grab aus dem Krieg von 1866, ein Kreuz auf einem Massengrab von Österreichern                 | Denkmal auf einem Grab aus dem Krieg von 1866, ein Kreuz auf einem Massengrab von Österreichern                 | 18940/6-3674 Info Katalog | BW |
| Starý Rokytník, vrch, am Waldrand, zwischen Nový und Starý Rokytník (Standort)                | Denkmal auf einem Grab aus dem Krieg von 1866, der Grabhügel des Hauptmanns Kruchyn mit einem schlafenden Löwen | Denkmal auf einem Grab aus dem Krieg von 1866, der Grabhügel des Hauptmanns Kruchyn mit einem schlafenden Löwen | 21100/6-3673 Info Katalog | Denkmal auf einem Grab aus dem Krieg von 1866, der Grabhügel des Hauptmanns Kruchyn mit einem schlafenden Löwen |
| Starý Rokytník 137 (Standort)                                                                 | Bauernhof Nr. 137                                                                                               | Bauernhof | 41758/6-3682 Info Katalog | BW |
| Starý Rokytník, am Dorfrand, an der Straße nach Trutnov (Standort)                            | Denkmal aus dem Krieg von 1866, figürliches Denkmal der österreichischen Artilleristen                          | Denkmal aus dem Krieg von 1866, figürliches Denkmal der österreichischen Artilleristen                          | 33165/6-3675 Info Katalog | weitere Bilder                                                                                                  |
| Starý Rokytník, ()                                                                            | Befreiungsdenkmal                                                                                               | Befreiungsdenkmal                                                                                               | 53667/6-5134 Info Katalog | |
| Rubínovice (Rudersdorf), am Südrand des Waldes, etwa 130 m von Rubínovice entfernt (Standort) | Denkmal aus dem Krieg von 1866, Grabplatte eines preußischen Grenadiers                                         | Denkmal aus dem Krieg von 1866, Grabplatte eines preußischen Grenadiers                                         | 17995/6-3679 Info Katalog | BW |
| Rubínovice, im Feld (Standort)                                                                | Gedenkstein aus dem Krieg von 1866, Stele auf einem preußischen Massengrab                                      | Gedenkstein aus dem Krieg von 1866, Stele auf einem preußischen Massengrab                                      | 17761/6-3681 Info Katalog | BW |
| Rubínovice, im Feld (Standort)                                                                | Kruzifix | Kruzifix | 17961/6-3681 Info Katalog | BW |
| Rubínovice, westlich von Rubínovice, hinter der Nr. 193 (Standort)                            | Denkmal aus dem Krieg von 1866, Obelisk auf dem Schlachtfeld bei Rubínovice                                     | Denkmal aus dem Krieg von 1866, Obelisk auf dem Schlachtfeld bei Rubínovice                                     | 14938/6-3672 Info Katalog | BW |

## Střítež (Burkersdorf)
| Lage                 | Objekt           | Beschreibung | ÚSKP-Nr.                  | Bild             |
| -------------------- | ---------------- | ------------ | ------------------------- | ---------------- |
| Střítež 1 (Standort) | Bauernhaus čp. 1 | Bauerngehöft | 14331/6-4795 Info Katalog | Bauernhaus čp. 1 |

## Studenec (Staudenz)
| Lage                                              | Objekt                                      | Beschreibung | ÚSKP-Nr.                  | Bild                                        |
| ------------------------------------------------- | ------------------------------------------- | --- | ------------------------- | ------------------------------------------- |
| Studenec, U Obecního kříže 55 (Standort)          | Bauernhaus čp. 55                           | Bauernhaus | 38442/6-3686 Info Katalog | BW                                          |
| Studenec, Studenecká, U Obecního kříže (Standort) | Kalvarienberg-Skulptur                      | Kalvarienberg-Skulptur                                                                                             | 105556 Info Katalog       | Kalvarienberg-Skulptur                      |
| Studenec, Studenecká 36 (Standort)                | Bauernhaus čp. 36                           | Bauernhaus | 21155/6-4567 Info Katalog | Bauernhaus čp. 36                           |
| Studenec, im nördlichen Teil des Dorfs (Standort) | Stein-Kruzifix                              | Nischenkapelle und Stein-Kruzifix mit der Pieta-Skulptur auf der gegenüberliegenden Straßenseite                   | 54793/6-6291 Info Katalog | BW                                          |
| Studenec (Standort)                               | Massengrab von Gefallenen im Krieg von 1866 | Massengrab von Gefallenen im Krieg von 1866, an der Straße nach Strítež, etwa 1,5 km nordnordwestlich von Studenec | 18618/6-3680 Info Katalog | Massengrab von Gefallenen im Krieg von 1866 |

## Volanov (Weigelsdorf)
| Lage          | Objekt            | Beschreibung | ÚSKP-Nr.                  | Bild |
| ------------- | ----------------- | ------------ | ------------------------- | ---- |
| Volanov 18 () | Bauernhaus čp. 18 | Bauerngehöft | 52698/6-3422 Info Katalog |      |

## Voletiny (Wolta)
| Lage                | Objekt               | Beschreibung         | ÚSKP-Nr.                  | Bild           |
| ------------------- | -------------------- | -------------------- | ------------------------- | -------------- |
| Voletiny (Standort) | Kirche des hl. Josef | Kirche des hl. Josef | 12878/6-5791 Info Katalog | weitere Bilder |